# Arnaud d'Ossat
Arnaud d'Ossat (Larroque, 20 de julho de 1537 - Roma, 13 de março de 1604) foi um cardeal do século XVII

## Biografia
Nasceu em Larroque em 20 de julho de 1537. Seu pai, Bernard D'Ossat, era ferreiro e morreu na Espanha; sua mãe, Bertrande Conté, era natural de Cassaignabère, território que pertencia aos senhores de Ramefort. Seu sobrenome também está listado como Dossatus; e como Ossato.
Estudou no Collége de Auch; no Collége de France, Paris; também estudou eloqüência e filosofia com Pierre Ramus ou Pierre de La Ramée, humanista e filósofo; mais tarde, estudou Direito em Bourges, de 1566 a 1569; finalmente, continuou sua formação com Jacques de Cujas, famoso juris consultor e estudioso do direito romano, por alguns meses.
Um senhor de sua cidade, chamado Thomas de Marca, fez dele aluno junto com seu sobrinho e aluno, Jean de Marca, senhor de Castelnau de Magnoac, na escola onde era tutor; ele progrediu tão rapidamente que serviu como mestre de seu companheiro de estudos. Mais tarde, foram encaminhados para o Collége de Auch. Recebeu a tonsura eclesiástica em 26 de dezembro de 1556 de Dominique de Vigorre, vigário geral do arcebispo de Auch. Em 1559, foi encarregado de levar seu aluno junto com outros dois sobrinhos de seu benfeitor ao Collége de France, em Paris; seu cargo terminou em 1562 e isso lhe permitiu prosseguir seus próprios estudos. Recebeu a tonsura eclesiástica em dezembro de 1556. Ensinou retórica e filosofia em Paris. Depois de estudar Direito em Bourges, tornou-se advogado perante o Parlamento de Paris. Tutor de Jean de la Barrière, futuro reformador dos Feuillants . Enquanto trabalhava no parlamento, conheceu Paul de Foix-Carmaing, seu conselheiro e mais tarde arcebispo de Toulouse; ele entrou para sua casa em 1572; dois anos depois, em 1574, viajaram juntos para Roma; e em 1580, quando foi nomeado embaixador francês em Roma, Foix levou Arnaud consigo como secretário. Suspeito de simpatizar com os calvinistas, o Embaixador Foix foi defendido pelo seu secretário com uma Mémoire que foi distribuída entre os cardeais; quando o embaixador deixou Roma, ele permaneceu no comando da embaixada. O Arcebispo de Foix (3) foi novamente nomeado embaixador francês perante a Santa Sé e seu leal secretário permaneceu com ele até sua morte em 29 de maio de 1584. Após a morte do Arcebispo Foix, ele continuou como secretário dos sucessivos cardeais protetores da França, Luigi d'Este (falecido em dezembro de 1586) e François de Joyeuse, a partir de 1587. Em 1588, recusou o cargo de ministro das Relações Exteriores do rei Henrique III da França. Mais tarde, ca. Em 1589, tornou-se secretário do cardeal François de Joyeuse em Roma e em Veneza. Quando França e Roma romperam relações diplomáticas após o assassinato do cardeal Louis de Lorraine de Guise, arcebispo de Reims, em 24 (ou 23) de dezembro de 1588, ele voltou ao seu país. Ele retornou após a morte do rei Henrique III em 1589 como agente privado da viúva do falecido rei, Louise de Vaudemont. Ele usou sua posição para apoiar a causa do rei Henrique IV, cuja conversão preparou o papa para aceitar. Como agente daquele príncipe, 1594-1595, cooperando com Jacques Davy du Perron, negociou a reconciliação com o papa, que ocorreu em 19 de setembro de 1595. A reconciliação é considerada o seu ato diplomático mais importante. No momento da sua nomeação, era reitor de Saint-Martin, Vabres; prior em comenda do mosteiro beneditino de Vesci, Clermont; abade em comendada abadia cisterciense de Varennes, Bourges.
Eleito bispo de Rennes, 9 de setembro de 1596. Consagrado, 27 de outubro de 1596, na igreja de S. Marco, Roma, pelo cardeal Agostino Valier, bispo de Verona, auxiliado por Guillaume d'Avançon, arcebispo de Embrun, e Francesco Serini , bispo de Bagnoregio. Ele nunca saiu de Roma para ir para sua diocese. Conselheiro de Estado, 1597. Continuou a ser um valioso agente da França na Itália. Convenceu o Papa Clemente VIII a adiar a publicação que aprovou os decretos do Concílio de Trento; e aceitar o Edito de Nantes; as alianças da França com a Turquia e a Inglaterra; as medidas rigorosas contra os jesuítas; e a anulação do casamento do rei Henrique IV e Marguerite de Valois. Atuou como embaixador francês durante a ausência do titular, o duque de Luxemburgo, em 1598.
Criado cardeal sacerdote no consistório de 3 de março de 1599; recebeu o barrete vermelho e o título de Eusébio, em 17 de março de 1599. Transferido para a sé de Bayeux, em 26 de junho de 1600. Ele havia quase concluído as negociações para renunciar ao governo da diocese em favor de Jean d'Angennes quando este morreu .
Morreu em Roma em 13 de março de 1604, após uma breve doença, Roma. Sepultado na capela de Sainte-Jeanne de Valois na igreja de S. Luigi dei Francesi, Roma (5) . A oração fúnebre foi pronunciada pelo Padre Tarchino Galluzzi em 18 de março de 1604 na igreja de S. Luigi dei Francesi, em Roma. Seu túmulo foi modificado em 1755, quando a igreja foi restaurada; há um retrato e as armas do cardeal acima do túmulo.